# Nikof
Nikof, de son vrai nom Nicolas Frejavise, né le 4 février 2000, est ancien joueur professionnel français d’esport, actuellement streamer et manager de l’équipe Fortnite chez Gentle Mates.

## Biographie
Originaire de Toulon, Nicolas Frejavise suit un cursus scolaire classique jusqu’en seconde. Passionné de jeux vidéo, qu’il découvre avec son père à travers notamment Call of Duty, Minecraft, Counter-Strike et Ark, ses résultats scolaires ne lui permettent pas d’intégrer une première ES, et il n’est pas autorisé à redoubler. Réfléchissant à son avenir, il se rend au CIRFA de Toulon et s’engage dans une PMM (Préparation Militaire Marine) afin d’apprendre les bases de la Marine nationale, qu’il suit chaque week-end durant son année de première. En semaine, il poursuit son cursus en STMG, malgré l’image souvent négative associée à cette filière.
Malgré un emploi du temps chargé, Nicolas consacre son temps libre à Fortnite, qu’il découvre avant même l’arrivée du mode Battle Royale, sous le pseudonyme de Nikof. Son niveau s’améliorant de jour en jour, il passe ses soirées à participer à des scrims (entraînements compétitifs en esport) et commence à faire ses premières LAN sur le jeu (il participe à la première LAN physique de Fortnite à la Gamers Assembly 2018 de Poitier). En terminale, il ne valide pas son baccalauréat pour se consacrer à l'esport. Après un accord avec ses parents, et malgré son intérêt pour le métier de marin, il préfère accepter des offres pour se lancer dans l’esport, se donnant un an pour réussir. Il valide néanmoins sa PMM,.
Avec de bons résultats dont une victoire à la DreamHack Sevilla 2018 avec le luxembourgeois Ivan « Hawkers » Riffel, il décroche ses premiers sponsors et signe dans ses premières structures : Project Conquerors (PCS), KLIM eSports, Team LDLC et Bastille Legacy (BTL, avec qui il gagne à Séville) rien que pour l’année 2018,.
En février 2019, il signe chez Solary pour jouer avec le Suisse Karim « Airwaks » Benghalia qui se sont connus sur le groupe SB (groupe fermé de bons joueurs de Fortnite,),. Le duo fait de bons résultats dont une 4e place européenne et permet à Nikof de gagner en visibilité. Il déménage de Toulon à Tours au siège de Solary pour l’occasion, reçoit ses premiers salaires réguliers de joueur professionnel et quitte le cocon familial. Chez Solary, en plus de son statut de joueur, il devient animateur de stream pour la structure.
Durant l’année 2019, il termine premier francophone et 9e européen. Il participe d’ailleurs à l’ESL Katowice et à la World Cup avec qui il se qualifie avec Airwaks,, mais termine à la 29e place (sur 50) en DUO. Il considère ce résultat comme une contre-performance, et comme il le dit en interview, Nikof a très mal vécu cette place.
Le 15 février 2020, il quitte Solary et s’engage, toujours avec Airwaks, chez Vitality,,. En plus d’une meilleure situation financière et d'une meilleurs conditions de vie, cela lui permet de se refocaliser sur la compétition en délaissant la WebTV de Solary et faire des streams à sa convenance,. Malheureusement, son intégration et son déménagement à Paris sont ralenties par l’arrivé des confinements successifs et la pandémie de Covid-19. De plus, la pression liée à ce transfert et leurs nouveaux statuts, ne permet pas au duo de performer sur la scène Fortnite.
Fin 2020, il fait une pause de quelques semaines pour se ressourcer et se focaliser sur la saison 2021. En effet, la nouvelle génération, les bugs récurrents et les résultats moins bons qu’espéré, surtout lors des FNCS (Fortnite Champion Series), le dégoutent peu à peu du jeu. 
À la fin de son contrat de joueur professionnel chez Vitality en février 2022, il annonce sa retraite esportive après la saison 2022 des FNCS qui se déroule quelques jours plus tard. Il continue cependant avec Vitality jusqu’à la fin d’année, en tant que « ESPORT INSIDER », c’est-à-dire créateur de contenus, ambassadeur et conseillé esport de la structure,,. Il aura gagné plus de $165 000 durant sa carrière.
Le 14 avril 2023, il signe dans la structure Gentle Mates en tant que manager principal de l’équipe Fortnite,.

## Principaux résultats
| Résultat | Tournois                                          | Année | Rang du tournois |       |
| -------- | ------------------------------------------------- | ----- | ---------------- | ----- |
| 1er      | DreamHack Sevilla 2018                            | 2018  | B-Tiers          | ,     |
| 2ème     | Colmar Esport Show                                | 2019  | C-Tiers          | [ 4 ] |
| 2ème     | Lyon Esport 2019                                  | 2019  | B-Tiers          | [ 4 ] |
| 11ème    | ESL Katowice Royale - International Edition: Duos | 2019  | S-Tiers          | ,     |
| 2ème     | Weekend Trios Cash Cup – Europe                   | 2019  | A-Tiers          | [ 4 ] |
| 29ème    | Fortnite World Cup Finals – Duos                  | 2019  | S-Tiers          | ,     |
| 3ème     | Champions Trios Cash Cup - Week 1: Europe         | 2019  | C-Tiers          | [ 4 ] |
| 2ème     | Champions Trios Cash Cup - Week 3: Europe         | 2019  | C-Tiers          | [ 4 ] |
| 1er      | Champions Trios Cash Cup - Week 4: Europe         | 2019  | C-Tiers          | [ 4 ] |
| 1er      | C2S1: FNCS - Heat 1: Europe                       | 2019  | A-Tiers          | [ 4 ] |
| 1er      | Affrontement des Crew                             | 2019  | B-Tiers          | [ 4 ] |
| 3ème     | C2S1: FNCS - Grand Finals: Europe                 | 2019  | S-Tiers          | [ 4 ] |
| 7ème     | DreamHack Summer 2023                             | 2019  | S-Tiers          | [ 4 ] |